# Wen Mukubu
Wen Mukubu, né le 2 août 1983 à Kinshasa, alors au Zaïre, est un joueur congolais naturalisé belge de basket-ball. Il évolue au poste d'ailier.

## Biographie
En mai 2021 Mukubu signe aux Kangoeroes de Malines. En avril 2022 Mukubu est hospitalisé à la suite d'une grave infection provoquant un coma. Il reste hospitalisé pendant 2 semaines, durant lesquelles il perd 21 kilos. Le 30 avril 2022 il remporte le prix de meilleur joueur belge de BNXT League de la saison 2021-2022. En juillet 2022 il prolonge son contrat d'un an.

## Palmarès et distinctions

### Distinctions personnelles
- MVP belge de BNXT League 2021-2022.